# Anód
Az anód szó a görög άνοδος = felemelkedés szóból származik, és egy készülék azon elektródáját nevezik így, amelyből elektronok lépnek be az áramkörbe, például egy elektrolit oldatból. Az eszköz ellentétes töltésű elektródája a katód.

## Elektronok áramlása
Az elektronok áramlása a cellán vagy készüléken kívül mindig az anódtól a katód felé történik, természetesen a cella vagy a készülék belsejében pont ellentétesen haladnak a töltéshordozók a katódtól az anód felé.
Az elektrolit cellákban a töltéshordozók két árama van jelen: negatív ionok (anion), amelyek a katódtól mozognak az anód felé, és a pozitív ionok (kation), amelyek az anódtól mozognak a katód felé. A szilárd cellák vagy tranzisztor belsejében is az elektronok a katódtól mozognak az anód felé.
Fontos tudni, hogy az elektronikus áramköri rajzokon valamint a dióda és a tranzisztor jelein a feltüntetett áramirány ellentétes az elektronok áramlásával. Ez egy történelmi konvenció, amelyet a mai napig használnak.

## Elektrolitikus anód
Az elektrokémiában az anód az, ahol az oxidáció végbemegy, és ami a pozitív sarka az elektrolitikus cellának. Az anódnál az elektromos potenciál arra kényszeríti az anionokat, hogy kémiai reakció révén leadják elektronjukat, amely elektron aztán felmenve az anódon az áramkörbe lép.

## Elem vagy galvanikus anód
Egy elemben (telep) vagy galvanikus cellában, illetve akkumulátorcellában az anód a negatív pólus (kisütés esetén), ahol az anód anyaga oxidálódik, mely során elektron szabadul fel, amely a külső áramkörben a pozitív pólusig, a katódig jut el, ahol a katód anyaga felveszi a szabad elektront, így az redukálódni fog. A pozitív töltéshordozók (pl. Lítiumionok) az anódtól a katód felé mozognak.